# Среднеапоченский сельсовет
Среднеапоченский сельсовет — сельское поселение в Горшеченском районе Курской области Российской Федерации.
Административный центр — село Средние Апочки.

## История
Статус и границы сельского поселения установлены Законом Курской области от 21 октября 2004 года № 48-ЗКО «О муниципальных образованиях Курской области»

## Население
| 2002  | 2010  | 2012  | 2013  | 2014  | 2015  | 2016  |
| ----- | ----- | ----- | ----- | ----- | ----- | ----- |
| 972   | ↗1245 | ↘1201 | ↘1165 | ↘1132 | ↘1110 | ↘1087 |
| 2017  | 2018  | 2019  | 2020  | 2021  |       |       |
| ↘1069 | ↘1029 | ↘993  | →993  | ↘709  |       |       |

## Состав сельского поселения
| №  | Населённый пункт | Тип населённого пункта       | Население |
| -- | ---------------- | ---------------------------- | --------- |
| 1  | Баркаловка       | деревня                      | ↘5        |
| 2  | Белгородка       | деревня                      | ↘131      |
| 3  | Верхняя Клещенка | деревня                      | ↘59       |
| 4  | Выселки          | хутор                        | ↘24       |
| 5  | Головище         | село                         | ↘130      |
| 6  | Дегтярное        | деревня                      | ↘45       |
| 7  | Нижняя Клещенка  | деревня                      | ↘58       |
| 8  | Среднедорожное   | село                         | ↘227      |
| 9  | Средние Апочки   | село, административный центр | ↘537      |
| 10 | Шляховы Дворы    | хутор                        | ↘29       |